# 구글 웹 디자이너
구글 웹 디자이너(Google Web Designer)는 윈도우와 맥 OS, 리눅스에서 실행되는 구글의 HTML5 광고와 기타 웹 콘텐츠를 디자인하고 제작할 수 있도록 해 주는 HTML 편집기이다. 구글 웹 디자이너의 디자인 보기를 사용하면 그리기 도구, 텍스트, 3D 개체를 통해 콘텐츠를 만들 수 있으며, 타임라인에서 개체와 이벤트에 애니메이션을 적용할 수 있다. 콘텐츠 만들기를 완료하면 구글 웹 디자이너에서 깔끔하고 읽기 편한 HTML5, CSS3, 자바스크립트를 출력한다.

## 시스템 요구사항
최적의 웹 디자이너를 사용하려면 다음의 사항이 필요하다.
- 윈도우: 7 / 8, 인텔 펜티엄 4 또는 그 이상
- 맥 OS X: 10.7 또는 그 이상, 인텔
- 리눅스: 우분투 12.04 또는 그 이상 / 데비안 7 또는 그 이상 / 오픈수세 12.2 또는 그 이상 / 페도라 17, 인텔 펜티엄 4 / 애슬론 64 또는 그 이상
- 공통: 최소 2 GB 메모리, 권장 4 GB 메모리 또는 그 이상

## 같이 보기
- 구글 사이트